# Регистрационные знаки транспортных средств в России
Регистрационные номерные знаки Российской Федерации — специальный символический знак, изготовленный (нанесённый) на металлические (или из другого материала) пластины (формы) или транспортное средство (ТС), используемое для учёта автомобилей, мотоциклов, грузовой, специальной, строительной, военной техники, вооружения и прицепов.
Регистрационные номерные знаки устанавливаются на передней и задней частях техники (на прицепы, мотоциклы и спецтехнику — только сзади) или наносятся на борта.

## Формат
В Российской Федерации большинство регистрационных знаков — стандартные знаки образца 1993 года, вид которых определён ГОСТ Р 50577—93 «Знаки государственные регистрационные транспортных средств. Типы и основные размеры. Технические требования» (приказ от 30 июля 1993 года № 362 о новых государственных регистрационных знаках транспортных средств). Номерные знаки маршрутных ТС, военных ТС, ТС дипломатических миссий, ТС МВД России, прицепов, строительной техники и мотоциклов имеют формат и/или размеры, немного отличающиеся от стандартного.
С 1 января 2019 года в Российской Федерации планировалось ввести в действие новый ГОСТ Р 50577—2018 «Знаки государственные регистрационные транспортных средств. Типы и основные размеры. Технические требования». Основные отличия нового ГОСТа от старого:
- добавлены несколько новых типов номерных знаков;
- изменены внешний вид и размеры некоторых номеров;
- отменены фиксированные отверстия для крепления номеров.

Однако в декабре 2018 года ГИБДД обратилась к Росстандарту о переносе даты ввода нового стандарта с 1 января на 4 августа, и Росстандарт пошёл навстречу. 4 августа 2019 года введение нового ГОСТа вновь перенесли на год, однако разрешили устанавливать на автомобили и мотоциклы регистрационные знаки, предусмотренные новым ГОСТом. 4 августа 2020 года новый ГОСТ вступил в силу.
Комбинации на стандартных номерных знаках строятся по принципу — 1 буква, 3 цифры, 2 буквы. Буквы означают серию номерного знака, а цифры — номер. ГОСТом для использования на знаках разрешены 12 букв кириллицы, имеющие графические аналоги в латинском алфавите — А, В, Е, К, М, Н, О, Р, С, Т, У, Х.
Первоначально вид номеров несколько отличался от современного, поскольку номера нового стандарта выпускались ещё по советской технологии с использованием белой краски, а изображение флага отсутствовало. Пластины были как алюминиевые, так и стальные. Позднее, когда была внедрена современная технология, предусматривающая применение для фона светоотражающей плёнки (вместо белой краски), изображение флага России появилось, вместе с этим стала печататься на плёнке и надпись RUS (только для автомобильных номеров типов 1, 1а и прицепных номеров), пластины — только алюминиевые.
Все используемые номера зарегистрированы. Для каждого административного района есть свой номер, общий для всех автомобилей, зарегистрированных в этом округе. Общее количество комплектов регистрационных знаков, которое может быть изготовлено для каждого субъекта России, определяется ГОСТом и составляет 1 726 272 (12³×(10³-1), номера из трёх нулей быть не может).
Изначально в качестве кодов регионов применялись только числа от 01 до 89 по количеству регионов РФ на 1 января 1993 года. Однако количество регистрируемых автомобилей с каждым годом увеличивается, и номерных знаков с допустимыми комбинациями начинает не хватать. По этой причине в ряде субъектов России введены дополнительные кодовые обозначения, которые можно использовать на знаках; сначала началась выдача кодов регионов от 90 до 99 (кроме кода 92, который впоследствии был задействован в Севастополе), а затем перешли к трёхзначным кодам регионов. Для трёхзначных кодов в качестве первой цифры сначала разрешалось использовать только единицу, с 2013 года — 1 и 7, а с лета 2020 года — любую цифру, кроме нуля. Три и более кодов региона использует Москва (коды 77, 99, 97, 177, 199, 197, 777, 799, 797, 977), Московская область (50, 90, 150, 190, 250, 550, 750, 790), Красноярский край (24, 84, 88, 124), Санкт-Петербург (78, 98, 178, 198), Краснодарский край (23, 93, 123, 193, 323), Пермский край (59, 81, 159), Иркутская область (38, 85, 138), Самарская область (63, 163, 763), Свердловская область (66, 96, 196), Республика Татарстан (16, 116, 716), Ростовская область (61, 161, 761), Республика Башкортостан (02, 102, 702) и Челябинская область (74, 174, 774), Нижегородская область (52, 152, 252), при этом Красноярский и Пермский края, а также Иркутская область получили коды на 8 «в наследство» от вошедших в их состав других субъектов федерации. 17 субъектов используют два кода региона. Первый код региона, начинающийся на 9, начал выдаваться с июля 1998 года, а первый трёхзначный код — с февраля 2005 года (в обоих случаях — в Москве). После прошедших в 2005—2008 годах объединений регионов выдача большей части номеров с кодами регионов, начинающимися на 8, прекращена.
После введения ГОСТ Р 50577-93 номера предыдущих образцов не изымались, поэтому на дорогах России ещё можно встретить автомобили с советскими номерными знаками: образца 1980 года — из четырёх цифр и трёх букв на белом фоне, и даже образца 1959 года — из двух двузначных чисел, разделённых дефисом, и идущих за ними трёх букв на чёрном фоне. Желтые номера образца 1946 года можно встретить только на снятых с учёта ретроавтомобилях. После введения ГОСТ Р 50577-2018 менять номерные знаки также не нужно.
С 1 января 2020 года правила регистрации снова претерпели изменения. Важным изменением стала возможность отстранения ГИБДД от выдачи пластин с номерным знаком: при постановке автомобиля на учёт или его перерегистрации ГИБДД может не выдавать пластину, а только присвоить комбинацию букв и цифр с выдачей соответствующей официальной бумаги, а изготовление самих пластин автовладелец может делать в авторизованных частных фирмах. Таким образом решается проблема периодической нехватки номерных знаков в МРЭО, а также дана возможность изготовления номера любого региона в любом регионе регистрации. Вторым важным изменением является возврат к привязке регистрации автовладельца и номера региона: при несовпадении кода региона регистрации автовладельца кодом региона регистрации транспортного средства потребуется замена государственного регистрационного номера при следующем регистрационном действии (например, при продаже транспортного средства) в случае инициативы ГИБДД.  Безусловная замена ранее выданных государственных регистрационных номеров не предусматривается
Российский стандарт на автомобильные номера лёг в основу стандартов других стран: Таджикистана (до 2010 года), непризнанных или частично признанных Абхазии, Донецкой Народной Республики, Луганской Народной Республики и Южной Осетии.

## История
- 1993 — введены номерные знаки с кодами регионов от 1 до 89, начало выдачи автомобильных номеров в Москве (25 октября) и Калининградской области (декабрь);
- 1994 — введён ГОСТ Р 50577-93, начало выдачи номеров для мотоциклов и прицепов, автомобильные номера выдаются по всей России, кроме Чеченской Республики;
- 1998 — впервые введён второй код для одного региона (99 для Москвы, он же первый из кодов, начинающихся на 9);
- 2005 — введены трёхзначные коды;
- 2008 — прекращена выдача номеров с кодами, начинающихся на 8[источник не указан 791 день];
- 2020 — введён ГОСТ Р 50577-2018, отменены коды, начинающиеся на 8[источник не указан 791 день];
- 2022 — снова введены коды, начинающиеся на 8, уже для новых регионов.[источник не указан 68 дней]

## Типы регистрационных знаков России

### Действующие
Номерные знаки групп 1—5 перешли из ГОСТ Р 50577-93 в ГОСТ Р 50577-2018 практически без изменений, дата появления номерных знаков дана в таблице для ГОСТ Р 50577-93, если не указано иное. Номерные знаки группы 6 — новые номерные знаки, введённые, в действие ГОСТ Р 50577-2018.
В отличие от предыдущего ГОСТа, новый ГОСТ Р 50577-2018 не предписывает фиксированного расположения отверстий для крепления номерных знаков. В соответствии с новым ГОСТом, на однорядных номерных знаках может быть не более двух отверстий, на двухрядных — не более четырёх, отверстия не должны задевать окантовку, символы и изображение флага.
| Изображение номерного знака | Описание |
| Группа 1 — транспортные средства, принадлежащие юридическим лицам и гражданам Российской Федерации, юридическим лицам и гражданам иностранных государств, кроме транспортных средств, отнесённых к группе 3, а также транспортные средства, принадлежащие физическим лицам без гражданства | Группа 1 — транспортные средства, принадлежащие юридическим лицам и гражданам Российской Федерации, юридическим лицам и гражданам иностранных государств, кроме транспортных средств, отнесённых к группе 3, а также транспортные средства, принадлежащие физическим лицам без гражданства |
| --- | --- |
| | Тип 1 — Регистрационные знаки легковых, грузовых автомобилей и автобусов (кроме отнесённых к типу 1Б). Тип 1А — Регистрационные знаки легковых, грузовых автомобилей и автобусов с нестандартным местом крепления (кроме отнесённых к типу 1Б) Номера типа 1 введены в 1993 году. Сначала имели формат — буква — 3 цифры — 2 буквы, код региона, но отсутствовал флаг. Флаг на номерах появляется в 1994–1995 гг., хотя в некоторых регионах, например, в Татарстане (в Татарстане флаг на номерах появился в 2006 году), Башкортостане, Санкт-Петербурге и Приморье номера 1993 года (иногда параллельно) выдавались до первой половины 2000-х гг. Формат знаков — 3 буквы, 3 цифры. Буквы означают серию номерного знака, а цифры — номер. В правой части номерного знака помещается код региона регистрации и флага России с надписью RUS (см. ниже таблицу кодов регионов). До 1 июля 2008 года регистрационный знак, выданный грузовому автомобилю или автобусу, должен был быть продублирован на задней поверхности ТС крупным шрифтом. С 1 июля 2008 года данное требование отменено. Номера типа 1А введены новым ГОСТом (ГОСТ Р 50577-2018). Первоначально, согласно этому стандарту (приложение Ж, пункт 1), установка номера типа 1А допускалась только сзади, но с 18 октября 2023 года данное требование отменено. В старом ГОСТе до февраля 2007 года также существовал тип 1А, но он принадлежал одному из отменённых типов. |
| | Тип 1Б — Регистрационные знаки для легковых такси, транспортных средств, оборудованных для перевозок более восьми человек, осуществляющих перевозку на основании лицензии. Введены 1 марта 2002 года. Устанавливаются на автобусах, такси, электробусах, а также на транспортных средствах, осуществляющих перевозку пассажиров как на муниципальных автобусах, так и на коммерческой основе («маршрутках») Формат: 2 буквы — 3 цифры. Изготавливаются на светоотражающей пластине тёмно-жёлтого цвета с чёрными буквенно-цифровыми комбинациями. Флаг РФ под кодом региона регистрации отсутствует. До 1 июля 2008 года регистрационный знак, выданный автобусу, должен был быть продублирован на задней поверхности ТС крупным шрифтом. С 1 июля 2008 года данное требование отменено. Не выдавались официально с 1 ноября 2009 года по 23 августа 2013 года. Однако в некоторых регионах (Например, в Московской области), в силу того, что данных регистрационных знаков изготовили «с запасом», их выдача не прекращалась. К тому же, обязательной замены номеров не было. |
| | Тип 2 — Регистрационные знаки для автомобильных прицепов и полуприцепов. Используются для регистрации прицепов. Формат: 2 буквы — 4 цифры. Как и на автомобильных номерах, до 1995 года на прицепных номерах отсутствовало изображение флага. До 1 июля 2008 года регистрационный знак, выданный прицепу к грузовому автомобилю, должен был быть продублирован на задней поверхности прицепа крупным шрифтом. С 1 июля 2008 года данное требование отменено. |
| | Тип 3 — Регистрационные знаки для тракторов, самоходных дорожно-строительных и иных машин и прицепов (полуприцепов) к ним. Изготавливаются из квадратной светоотражающей пластины, с использованием цифр и букв чёрного цвета (4 цифры в верхней строке, две буквы в нижней). Номер региона регистрации — в нижнем правом углу. Регистрацию техники и выдачу данного вида номеров осуществляет Гостехнадзор. Также Гостехнадзор проводит изъятие прежних знаков без права оставить его за новым владельцем в отличие от ГИБДД. Новый ГОСТ немного изменил внешний вид данного номера: под кодом региона появилась надпись RUS и изображение государственного флага РФ. |
| | Тип 4 — Регистрационные знаки для мотоциклов. Изготавливаются из квадратной светоотражающей пластины, с использованием цифр и букв чёрного цвета (4 цифры в верхней строке, две буквы в нижней). Номер региона регистрации — в нижнем правом углу, чуть выше — надпись RUS. Новый ГОСТ немного изменил внешний вид данного номера: рядом с надписью RUS появилось изображение государственного флага РФ, а сам номер стал меньшего размера. Следующие два типа введены новым ГОСТом и сразу имеют уменьшенные размеры. Тип 4А — Регистрационные знаки для внедорожных мототранспортных средств, не предназначенных для движения по автомобильным дорогам общего пользования (снегоболотоходы, мотовездеходы). Изготавливаются из квадратной светоотражающей пластины, с использованием цифр и букв чёрного цвета (4 цифры в нижней строке, две буквы в верхней). Номер региона регистрации — в верхнем правом углу, чуть ниже — надпись RUS и изображение государственного флага РФ. До введения нового ГОСТа данная техника обычно регистрировалась номерами типа 3. Тип 4Б — Регистрационные знаки для мопедов. Изготавливаются из квадратной светоотражающей пластины, с использованием цифр и букв чёрного цвета (две буквы и две цифры в верхней строке, ещё две буквы в нижней). Номер региона регистрации — в нижнем правом углу, чуть выше — надпись RUS и изображение государственного флага РФ. До введения нового ГОСТа данную технику надлежало регистрировать номерами типа 4, но фактически мопеды не регистрировались в ГИБДД. |
| Группа 2 — транспортные средства воинских частей, организаций и учреждений федеральных органов исполнительной власти Российской Федерации, в которых федеральным законом предусмотрена военная служба, а также опытные (испытательные) образцы военной и специальной техники, изготовленные предприятиями промышленности по государственному оборонному заказу для нужд федеральных органов исполнительной власти | |
| | Тип 5 — Регистрационные знаки легковых, грузовых автомобилей и автобусов. Тип 6 — Регистрационные знаки для автомобильных прицепов и полуприцепов. Тип 7 — Регистрационные знаки для тракторов, самоходных дорожно-строительных и иных машин и прицепов (полуприцепов) к ним. Тип 8 — Регистрационные знаки для мотоциклов, внедорожных мототранспортных средств. Устанавливаются на легковые и грузовые автомобили, прицепы к ним, мотоциклы, специальную технику и вооружение, принадлежащие войсковым частям. Номерные знаки данного типа выполняются белыми символами на чёрном фоне, на несветоотражающей пластине. Автомобильный формат: 4 цифры — 2 буквы, форматы номеров для прицепов, мотоциклов, специальной техники и вооружения совпадают с соответствующими гражданскими форматами. Основную информацию несёт код в правой части номера, который не совпадает с кодами регионов России, а показывает принадлежность транспортного средства к конкретному военному округу ВС Российской Федерации, виду вооружённых сил (отдельному роду войск) либо федеральному органу исполнительной власти, в которых законодательством предусмотрена военная служба (см. таблицу кодов ниже). Регистрацию техники и выдачу данного вида номеров осуществляет ВАИ. |
| Группа 3 — транспортные средства, принадлежащие дипломатическим представительствам, консульским учреждениям, в том числе возглавляемым почётными консульскими должностными лицами, международным (межгосударственным) организациям и их сотрудникам, аккредитованным при Министерстве иностранных дел Российской Федерации                                                                                        | |
| | Тип 9 — Регистрационные знаки для легковых автомобилей глав дипломатических представительств. Тип 10 — Регистрационные знаки легковых, грузовых автомобилей и автобусов дипломатических представительств, консульских учреждений, в том числе возглавляемым почётными консульскими должностными лицами, международных (межгосударственных) организаций и их сотрудников, аккредитованных при Министерстве иностранных дел Российской Федерации. Тип 11 — Регистрационные знаки для мотоциклов дипломатических представительств, консульских учреждений, в том числе возглавляемым почётными консульскими должностными лицами, международных (межгосударственных) организаций и их сотрудников, аккредитованных при Министерстве иностранных дел Российской Федерации. Номера типа 11 введены новым ГОСТом. В старом ГОСТе до марта 2002 года также существовал тип 11, но он принадлежал одному из отменённых типов. Выполняются белыми символами на красном фоне. Основную информацию на таком номерном знаке несут первые три цифры кода (код страны), а также последующая (у мотоциклов — предыдущая) буква (-ы). Цифровой код указывает на принадлежность к определённому иностранному государству (см. таблицу кодов ниже), расшифровка буквенного префикса следующая: - CD — автомобиль с данным регистрационным знаком зарегистрирован на посла или иное лицо в ранге главы дипломатического представительства. - D — регистрационный знак выдан на автомобиль (мотоцикл), принадлежащий дипломатическому представительству, консульскому учреждению, международной организации или сотруднику такого представительства (учреждения, организации), обладающего дипломатическим статусом. - T — регистрационный знак выдан на автомобиль (мотоцикл) сотрудника дипломатического представительства, консульского учреждения, международной организации, не обладающего дипломатическим статусом (административно-технический персонал). |
| Группа 4 — транспортные средства, временно допущенные к участию в дорожном движении | |
| | Тип 15 — Для легковых, грузовых, грузопассажирских автомобилей, автобусов, автомобильных прицепов и полуприцепов. Устанавливаются на транспортные средства, снятые с учёта или ещё не поставленных на него. Формат: 2 буквы — 3 цифры — буква. Они выполнены на бумаге с погашенным фоновым свечением в УФ-свете, с двумя видимыми и одним невидимым в УФ-лучах типами защитных волокон. В целях защиты от неблагоприятных дорожных или погодных условий регистрационный знак ламинируется с двух сторон прозрачной плёнкой горячего ламинирования. В левом верхнем углу знака располагается голографический защитный знак. Данный вид знака был введён 1 ноября 2009 года и пришёл на смену номерам, выполненным на бумажной основе и прикрепляемым с внутренней стороны лобового и заднего стёкол. Старые знаки не воспринимались камерами автоматической фиксации нарушений. Тонировка стёкол автомобиля также снижает читаемость знака. До марта 2002 года номера типа 15 принадлежали одному из отменённых типов. Массово не выдаются с 15 октября 2013 года в связи с изменениями правил регистрации автотранспортных средств. Однако данный тип номеров до сих пор выдаётся на автомобили, вывозимые за пределы Российской Федерации и на транспортные средства, перегоняемые от места приобретения до места регистрации (если автомобиль перегоняется своим ходом и на перегон может уйти свыше 10 дней — срока, в течение которого разрешается управлять незарегистрированным ТС). |
| | Следующие три типа регистрационных знаков изготавливаются на бумажной основе: Тип 16 — Для мотоциклов. До ноября 2009 года данные номера также выдавались на все транспортные средства, описанные в типе 15. Тип 17 — Регистрационные знаки для легковых и грузовых автомобилей, автобусов и прочих транспортных средств воинских частей, организаций и учреждений федеральных органов исполнительной власти Российской Федерации, в которых федеральным законом предусмотрена военная служба. Введены 1 августа 1998 года. Тип 18 — Регистрационные знаки для тракторов, самоходных дорожно-строительных и иных машин и прицепов (полуприцепов) к ним. Введены 1 августа 1998 года. Фактически не выдаются с 15 октября 2013 года в связи с изменениями правил регистрации автотранспортных средств. |
| | Тип 19 — Для легковых и грузовых автомобилей, автобусов, автомобильных прицепов и полуприцепов, окончательно выезжающих за пределы Российской Федерации, а также для иных случаев, определяемых Министерством внутренних дел Российской Федерации. Введены 1 марта 2002 года. Данные номерные знаки устанавливаются на автомобили, экспортируемые из Российской Федерации. До введения новых номерных знаков группы 6, их отличительной особенностью являлось наличие в отдельном окне в левой части буквы Т. Формат знака: 2 буквы — 3 цифры. Новый ГОСТ предписывает изображение государственного флага РФ после надписи RUS. |
| Группа 5 — транспортные средства, принадлежащие органам внутренних дел Российской Федерации и Федеральной службе войск национальной гвардии Российской Федерации, кроме транспортных средств, отнесённых к группе 2 | |
| | Тип 20 — Регистрационные знаки легковых, грузовых автомобилей и автобусов. Тип 21 — Регистрационные знаки для автомобильных прицепов и полуприцепов. Тип 22 — Регистрационные знаки для мотоциклов, внедорожных мототранспортных средств. Были официально утверждены и введены 1 марта 2002 года, выполняются белыми символами на синем фоне. Форматы: буква — 4 цифры для автомобилей, три цифры — буква для прицепов, четыре цифры сверху / буква снизу для мотоциклов. Цифровой код, указывающийся в правой части номерного знака, так же, как и на большинстве других номеров РФ, обозначает регион регистрации. Исключение: код 77, указывающий на принадлежность транспортного средства к МВД России (своеобразный «федеральный» номер МВД). |
| Группа 6 — классические (ретро) и спортивные транспортные средства | |
| | Тип 23 — Регистрационные знаки для классических (ретро) легковых и грузовых автомобилей. Формат номера совпадает с типом 19, но вместо буквы Т — буква К. Тип 24 — Регистрационные знаки для классических (ретро) легковых и грузовых автомобилей с нестандартным местом крепления. Внешний вид похож на номер типа 1А, в верхнем ряду располагаются буквы, в нижнем — цифры, в левом верхнем углу — отдельное окно с буквой К. Тип 25 — Регистрационные знаки для классических (ретро) мотоциклов. Внешне практически совпадает с типом 4, но вместо первой цифры отдельное окно с буквой К |
| | Тип 26 — Регистрационные знаки для спортивных легковых и грузовых автомобилей. Формат номера совпадает с типом 19, но вместо буквы Т — буква С. Тип 27 — Регистрационные знаки для спортивных легковых и грузовых автомобилей с нестандартным местом крепления. Внешний вид похож на номер типа 1А, в верхнем ряду располагаются буквы, в нижнем — цифры, в левом верхнем углу — отдельное окно с буквой С. Тип 28 — Регистрационные знаки для спортивных мотоциклов. Внешне практически совпадает с типом 4, но вместо первой цифры отдельное окно с буквой С. |

### Больше не выдаются
| Изображение номерного знака | Описание |
| --------------------------- | --- |
|                             | Типы 11—16 Регистрационные знаки транспортных средств, зарегистрированных на иностранных граждан. Знаки выдавались до 1 марта 2002 года и были предназначены для следующих ТС: - легковых, грузовых, грузопассажирских автомобилей и автобусов зарубежных органов печати, радио, телевидения, аккредитованных при Министерстве иностранных дел Российской Федерации, а также представительств иностранных банков и фирм, их сотрудников, аккредитованных при министерствах и ведомствах Российской Федерации, имеющих право на открытие указанных представительств, маска номера 000х000/00RUS Буква (х) у представительств иностранных компаний менялась в следующей очерёдности: М, В, Н, Е. До буквы Е добрались только Великобритания (001) и Швейцария (072), до буквы Н — только Германия (002) и США (004), до буквы В — Франция (007), Нидерланды (013) и Кипр (041). Всем остальным представительствам хватило буквы М. Иностранным корреспондентам и представительствам СМИ выдавались номера с буквой К. - легковых, грузовых, грузопассажирских автомобилей и автобусов, принадлежащих прочим юридическим лицам и гражданам иностранных государств, а также лицам без гражданства, маска номера хх000х/00RUS - автомобильных прицепов (включая задние прицепы к мотоциклам и мотороллерам) и полуприцепов, принадлежащих юридическим лицам и гражданам иностранных государств, маска номера 000хх/00RUS - тракторов, тракторных прицепов и полуприцепов, другой сельскохозяйственной, дорожной и самоходной техники, принадлежащих юридическим лицам и гражданам иностранных государств, маска номера х000хх/00 - мотоциклов, мотороллеров, мопедов и мотонарт, принадлежащих юридическим лицам и гражданам иностранных государств, маска номера х000хх/00RUS На последних четырёх типах номеров буква Х могла быть любой. |
|                             | Тип 1А — Регистрационные знаки для легковых автомобилей должностных лиц по перечню, определяемому Правительством Российской Федерации (особые регистрационные знаки) также известные как Федеральные номерные знаки. Ранее являлись привилегированными регистрационными знаками для государственных служащих, руководителей государственных компаний, а также религиозных и общественных деятелей. Сотрудникам Госавтоинспекции было запрещено останавливать и досматривать автомобили с такими знаками, и было рекомендовано оказывать содействие в их безопасном проезде. С 1 февраля 2007 года отменены и заменены на серию А***МР97. Формат знака: буква — 3 цифры — 2 буквы. В правой части федерального номерного знака вместо кода региона регистрации и флага России с надписью RUS присутствовал только увеличенный флаг России. Самая известная серия А *** АА устанавливалась на автомобили граждан, охраняемых ФСО России в соответствии с Федеральным законом «О государственной охране». |

## Размеры номерных знаков
ГОСТ Р 50577-2018 предусматривает следующие размеры номерных знаков:
520×112 мм — основной размер автомобильных знаков (стандартный для Европы).
288×206 мм — для тракторов, дорожно-строительных машин, прицепов.
245×185 мм — для мотоциклов, мотороллеров, мопедов.
260×220 мм — для транспортных средств, временно допущенных к участию в дорожном движении.
268×228 мм — для транспортных средств воинских частей и подразделений России, временно допущенных к участию в дорожном движении.
ГОСТ Р 50577-2018 предусматривает введение новых размеров номерных знаков:
290×170 мм — для автомобилей, ввезённых из Японии или США и имеющих специальную площадку под номерной знак японского формата; для «классических» советских автомобилей.
190×145 мм — для мотоциклов зарубежного производства, для ретро- и спортивных мотоциклов, для мопедов, снегоходов и квадроциклов.

## Таблицы применяемых кодовых обозначений

### Код региона регистрации
Цифровые коды, применяемые на регистрационных знаках, с 01 по 89 первоначально совпадали с номерами регионов — субъектов Российской Федерации в порядке их перечисления в пункте 1 статьи 65 Конституции Российской Федерации в редакции на момент создания стандарта на государственные автомобильные номера. Полный список цифровых кодов закреплён Приказом Министра внутренних дел Российской Федерации от 19 февраля 1999 года № 121 «О Государственных регистрационных знаках транспортных средств», на данный момент применяется Приказ МВД России от 05.10.2017 № 766
(ред. от 02.05.2023)
«О государственных регистрационных знаках транспортных средств». В нём, в частности, устанавливается: «На регистрационных знаках транспортных средств, отнесённых к типу 1, допускается применять в трёхзначном коде региона в качестве первой цифры кода цифру 1». Приказом Министра внутренних дел Российской Федерации от 26 июня 2013 г. № 478 «О внесении изменения в Перечень цифровых кодов регионов Российской Федерации, применяемых на государственных регистрационных знаках транспортных средств и другой специальной продукции, необходимой для допуска транспортных средств и их водителей к участию в дорожном движении, утвержденный приказом Министра внутренних дел Российской Федерации от 28 марта 2002 г. № 282» в Российской Федерации вводятся новые трёхзначные коды регионов. Они будут начинаться с цифры 7 и 9.
| Код ГИБДД—ГАИ | Субъект федерации                        | Федеральный округ                  | Код до 1993 года       |
| --- | ---------------------------------------- | ---------------------------------- | ---------------------- |
| 01 | Адыгея                                   | Южный                              | (КК, ЦП, ЦВ), АФ       |
| 02, 102, 702 | Башкортостан                             | Приволжский                        | БА, БШ, ББ             |
| 03 | Бурятия                                  | Дальневосточный                    | БУ                     |
| 04 | Республика Алтай                         | Сибирский                          | (АБ, АЛ), ГЛ, ГЯ       |
| 05, 105 | Дагестан                                 | Северо-Кавказский                  | ДА                     |
| 06 | Ингушетия                                | Северо-Кавказский                  | ЧИ                     |
| 07 | Кабардино-Балкария                       | Северо-Кавказский                  | КБ                     |
| 08 | Калмыкия                                 | Южный                              | КЦ                     |
| 09 | Карачаево-Черкесия                       | Северо-Кавказский                  | (СС, СТ)               |
| 10 | Карелия                                  | Северо-Западный                    | КС                     |
| 11 | Республика Коми                          | Северо-Западный                    | КМ                     |
| 12 | Марий Эл                                 | Приволжский                        | МС                     |
| 13, 113 | Мордовия                                 | Приволжский                        | МР                     |
| 14 | Якутия                                   | Дальневосточный                    | ЯК                     |
| 15 | Северная Осетия                          | Северо-Кавказский                  | СЕ                     |
| 16, 116, 716 | Татарстан                                | Приволжский                        | ТБ, ТТ                 |
| 17 | Тыва                                     | Сибирский                          | ТВ                     |
| 18 | Удмуртия                                 | Приволжский                        | УД                     |
| 19 | Хакасия                                  | Сибирский                          | (КЭ, КЯ), ХГ           |
| 21, 121 | Чувашия                                  | Приволжский                        | ЧУ                     |
| 22, 122 | Алтайский край                           | Сибирский                          | АБ, АЛ                 |
| 23, 93, 123, 193, 323 | Краснодарский край                       | Южный                              | КК, ЦП, ЦВ, СО         |
| 24, 84, 88, 124 | Красноярский край                        | Сибирский                          | КЭ, КЯ                 |
| 25, 125 | Приморский край                          | Дальневосточный                    | ПК, ПР                 |
| 26, 126 | Ставропольский край                      | Северо-Кавказский                  | СС, СТ                 |
| 27 | Хабаровский край                         | Дальневосточный                    | ХБ                     |
| 28 | Амурская область                         | Дальневосточный                    | АМ                     |
| 29 | Архангельская область                    | Северо-Западный                    | АХ                     |
| 30 | Астраханская область                     | Южный                              | АС                     |
| 31 | Белгородская область                     | Центральный                        | БЕ                     |
| 32 | Брянская область                         | Центральный                        | БР                     |
| 33 | Владимирская область                     | Центральный                        | ВЛ                     |
| 34, 134 | Волгоградская область                    | Южный                              | ВД, ВХ                 |
| 35 | Вологодская область                      | Северо-Западный                    | ВО                     |
| 36, 136 | Воронежская область                      | Центральный                        | ВВ                     |
| 37 | Ивановская область                       | Центральный                        | ИВ                     |
| 38, 85, 138 | Иркутская область                        | Сибирский                          | ИР                     |
| 39, 91 | Калининградская область                  | Северо-Западный                    | КЛ, АО, ЕЕ             |
| 40 | Калужская область                        | Центральный                        | КЖ                     |
| 41, 82 | Камчатский край                          | Дальневосточный                    | КЧ                     |
| 42, 142 | Кемеровская область — Кузбасс            | Сибирский                          | КЕ, ЦХ                 |
| 43 | Кировская область                        | Приволжский                        | КВ                     |
| 44 | Костромская область                      | Центральный                        | КО                     |
| 45 | Курганская область                       | Уральский                          | КН                     |
| 46 | Курская область                          | Центральный                        | КУ                     |
| 47, 147 | Ленинградская область                    | Северо-Западный                    | ЛО, ЛГ, СР             |
| 48 | Липецкая область                         | Центральный                        | ЛП                     |
| 49 | Магаданская область                      | Дальневосточный                    | МА                     |
| 50, 90, 150, 190, 250, 550, 750, 790 | Московская область                       | Центральный                        | МЕ, МЖ, МЗ, МЛ         |
| 51 | Мурманская область                       | Северо-Западный                    | МУ                     |
| 52, 152, 252 | Нижегородская область                    | Приволжский                        | ГО                     |
| 53 | Новгородская область                     | Северо-Западный                    | НО                     |
| 54, 154 | Новосибирская область                    | Сибирский                          | НБ, НС                 |
| 55, 155 | Омская область                           | Сибирский                          | ОМ                     |
| 56, 156 | Оренбургская область                     | Приволжский                        | ОБ                     |
| 57 | Орловская область                        | Центральный                        | ОР                     |
| 58 | Пензенская область                       | Приволжский                        | ПЕ                     |
| 59, 81, 159 | Пермский край                            | Приволжский                        | ПМ, ПТ                 |
| 60 | Псковская область                        | Северо-Западный                    | ПС                     |
| 61, 161, 761 | Ростовская область                       | Южный                              | РД, РО, РП             |
| 62 | Рязанская область                        | Центральный                        | РЯ                     |
| 63, 163, 763 | Самарская область                        | Приволжский                        | КШ, УК, РТ(М), ЕН(К)   |
| 64, 164 | Саратовская область                      | Приволжский                        | СА, СЖ                 |
| 65 | Сахалинская область                      | Дальневосточный                    | СХ                     |
| 66, 96, 196 | Свердловская область                     | Уральский                          | СВ, СФ                 |
| 67 | Смоленская область                       | Центральный                        | СМ                     |
| 68 | Тамбовская область                       | Центральный                        | ТА                     |
| 69 | Тверская область                         | Центральный                        | КА                     |
| 70 | Томская область                          | Сибирский                          | ТО                     |
| 71 | Тульская область                         | Центральный                        | ТУ, ТЛ                 |
| 72, 172 | Тюменская область                        | Уральский                          | ТЮ, ТМ                 |
| 73, 173 | Ульяновская область                      | Приволжский                        | УЛ                     |
| 74, 174, 774 | Челябинская область                      | Уральский                          | ЧБ, ЧД, ЧЕ             |
| 75, 80 | Забайкальский край                       | Дальневосточный                    | ЧТ                     |
| 76 | Ярославская область                      | Центральный                        | ЯР                     |
| 77, 97, 99, 177,197, 199, 777, 797, 799, 977 | Москва                                   | Центральный                        | МО, МК, МЛ, ММ, МТ, МН |
| 78, 98, 178, 198 | Санкт-Петербург                          | Северо-Западный                    | ЛД, ЛЕ, ЛГ, СР, ЕС     |
| 79 | Еврейская автономная область             | Дальневосточный                    | (ХБ), ЕЯ               |
| 80, 180 | Донецкая Народная Республика             | —                                  | ДО, ДЦ                 |
| 81, 181 | Луганская Народная Республика            | —                                  | ВГ                     |
| 82, 777 | Республика Крым                          | Южный                              | КР, ЦС                 |
| 83 | Ненецкий автономный округ                | Северо-Западный                    | (АХ)                   |
| 84, 184 | Херсонская область                       | —                                  | ХО                     |
| 85, 185 | Запорожская область                      | —                                  | ЗП, ЗН                 |
| 86, 186 | Ханты-Мансийский автономный округ — Югра | Уральский                          | (ТЮ, ТМ)               |
| 87 | Чукотский автономный округ               | Дальневосточный                    |                        |
| 89 | Ямало-Ненецкий автономный округ          | Уральский                          | (ТЮ, ТМ)               |
| 92 | Севастополь                              | Южный                              | (КР, ЦС)               |
| 94 | Байконур                                 | арендованная территория Казахстана | (КЗ)                   |
| 95 | Чеченская Республика                     | Северо-Кавказский                  | ЧИ                     |
| Примечания: 1. 2. 3. 4. 5. 6. 7. 8. 9. 10. 11. 12. 13. 14. 15. 16. 17. Даты введения кода: 1. 2. 3. 4. 5. 6. 7. 8. 9. 10. 11. 12. 13. 14. 15. 16. 17. 18. 19. 20. 21. 22. 23. 24. 25. 26. 27. 28. 29. 30. 31. 32. 33. 34. 35. 36. 37. 38. 39. 40. 41. 42. 43. 44. 45. 46. 47. 48. 49. 50. 51. 52. 53. 54. 55. 56. 57. 58. 59. 60. 61. 62. 63. |                                          |                                    |                        |

#### Неиспользуемые коды
Из кодов регионов от 01 до 99 включительно не использованы только 20 — аннулированный и заменённый на 95 код Чеченской Республики и 91 (кроме специальных экспортных транзитных номеров в Калининградской области). Не выдаются номера с кодом 88 Эвенкийского автономного округа, вошедшего в состав Красноярского края. Он был зарезервирован в июле 2022 года для использования на территории Харьковской области вместе с кодами других регионов, введёнными в действие после их присоединения к Российской Федерации по аналогии с кодом арендуемого Россией Байконура как территории, находящиеся за пределами Российской Федерации и обслуживаемые органами внутренних дел Российской Федерации. Дочерний код 188 выдавался в августе 2022 года в её контролируемой Россией части, но после оставления ВС РФ Купянска выдача была прекращена.

#### Общероссийская выдача номеров с кодом 82
До 1 июля 2007 года код 82 был закреплён за Корякским автономным округом, но после образования Камчатского края выдача номеров с данным кодом была прекращена. Регион был малонаселённым и с 1994 года там успели выдать 1548 номеров (от А001АА82 до В548АА82), поэтому после присоединения Крыма к Российской Федерации в 2014 году код 82 было решено закрепить за Республикой Крым.
До 2016 года номера с кодом 82 выдавались исключительно в Крыму, но из-за дефицита номеров в некоторых регионах, в них начали выдавать серии номеров с крымским кодом 82. По состоянию на март 2017 года номера типа 1 с кодом 82 выдавались или выдаются в следующих регионах: Белгородская, Кемеровская, Курская область, Липецкая, Новосибирская, Оренбургская, Ростовская, Самарская и Ульяновская области; Пермский край, Ханты-Мансийский АО; Санкт-Петербург и Чувашия.

### Коды на знаках транспортных средств Вооружённых Сил Российской Федерации
Первый перечень цифровых кодов на регистрационных знаках транспортных средств Вооружённых Сил Российской Федерации (ВС России) и иных органов исполнительной власти, имеющих воинские формирования, был утвержден Приказом Министра обороны Российской Федерации № 246, от 1997 года.
| Код | Формирование, военный округ |
| --- | --- |
| 09  | Военно-строительный комплекс Министерства обороны Российской Федерации (ВСК Минобороны России)                                                                |
| 10  | Федеральная служба безопасности Российской Федерации (ФСБ России)                                                                                             |
| 12  | Пограничная служба Федеральной службы безопасности Российской Федерации                                                                                       |
| 14  | Железнодорожные войска |
| 15  | Федеральная служба войск национальной гвардии Российской Федерации (Росгвардия)                                                                               |
| 16  | Служба специальной связи и информации Федеральной службы охраны Российской Федерации (бывш. ФАПСИ)                                                            |
| 17  | Центральный совет оборонных спортивно-технических организаций Российской Федерации                                                                            |
| 18  | Министерство Российской Федерации по делам гражданской обороны, чрезвычайным ситуациям и ликвидации последствий стихийных бедствий                            |
| 20  | Федеральное дорожно-строительное управление при Министерстве обороны Российской Федерации                                                                     |
| 21  | Южный военный округ |
| 23  | Ракетные войска стратегического назначения |
| 25  | Восточный военный округ |
| 26  | Техника неприкосновенного запаса (НЗ) (длительного хранения) сухопутных войск Дальневосточного военного округа                                                |
| 27  | Войска ПВО |
| 29  | 9-е Центральное управление Министерства обороны Российской Федерации                                                                                          |
| 32  | Забайкальский военный округ (?) |
| 34  | Военно-воздушные силы |
| 35  | Министерство обороны Российской Федерации (Минобороны России)                                                                                                 |
| 39  | 12-е Главное управление Министерства обороны Российской Федерации (ядерное обеспечение)                                                                       |
| 43  | Западный военный округ |
| 45  | Военно-Морской Флот |
| 50  | Военная полиция |
| 56  | Космические войска |
| 65  | Центральный военный округ |
| 67  | Воздушно-десантные войска |
| 76  | Центральный военный округ |
| 77  | Автомобильные базы Минобороны России, Генерального штаба Вооружённых Сил Российской Федерации, грузовых и специальных автомобилей Минобороны России           |
| 81  | Главное военно-строительное управление Министерства обороны Российской Федерации (ГВСУ Минобороны России)                                                     |
| 82  | Главное управление строительства Министерства обороны Российской Федерации (ГУС Минобороны России)                                                            |
| 83  | Главное управление строительной промышленности Министерства обороны Российской Федерации (ГУСП Минобороны России)                                             |
| 84  | Главное квартирно-эксплуатационное управление Министерства обороны Российской Федерации (ГКЭУ Минобороны России)                                              |
| 87  | Сибирский военный округ (СибВО) |
| 88  | Центральный военный округ |
| 89  | Крымский федеральный округ |
| 90  | Черноморский флот (г. Севастополь) |
| 91  | Балтийский флот |
| 92  | 201-я Гатчинская ордена Жукова дважды Краснознамённая военная база, Таджикистан, 10-й Государственный испытательный полигон «Сарышаган», Приозёрск, Казахстан |
| 93  | Оперативная группа российских войск в Приднестровье |
| 94  | Группа российских войск в Закавказье |
| 99  | Военная автомобильная инспекция Вооружённых Сил Российской Федерации                                                                                          |

### Коды на знаках транспортных средств дипломатических представительств
Согласно Приказу Министерства внутренних дел Российской Федерации от 05.10.2017 № 766 с изменениями. Порядок стран соответствует последовательности установления дипломатических отношений с СССР начиная с 1924 года и установления отношений с Российской Федерацией начиная с 1992 года.
| Код ГИБДД-ГАИ | Дипломатическое представительство                                            |
| ------------- | ---------------------------------------------------------------------------- |
| 001           | Великобритания                                                               |
| 002           | Германия                                                                     |
| 003           | Канада                                                                       |
| 004           | США                                                                          |
| 005           | Япония                                                                       |
| 006           | Испания                                                                      |
| 007           | Франция                                                                      |
| 008           | Бельгия                                                                      |
| 009           | Греция                                                                       |
| 010           | Дания                                                                        |
| 011           | Италия                                                                       |
| 012           | Люксембург                                                                   |
| 013           | Нидерланды                                                                   |
| 014           | Норвегия                                                                     |
| 015           | Турция                                                                       |
| 016           | Австралия                                                                    |
| 017           | Австрия                                                                      |
| 018           | Алжир                                                                        |
| 019           | Египет                                                                       |
| 020           | Руанда                                                                       |
| 021           | Аргентина                                                                    |
| 022           | Афганистан                                                                   |
| 023           | Мьянма                                                                       |
| 024           | Боливия                                                                      |
| 025           | Бразилия                                                                     |
| 026           | Бурунди                                                                      |
| 027           | Гана                                                                         |
| 028           | Бангладеш                                                                    |
| 029           | Гвинея                                                                       |
| 030           | Замбия                                                                       |
| 031           | Перу                                                                         |
| 032           | Индия                                                                        |
| 033           | Индонезия                                                                    |
| 034           | Иордания                                                                     |
| 035           | Ирак                                                                         |
| 036           | Иран                                                                         |
| 037           | Ирландия                                                                     |
| 038           | Исландия                                                                     |
| 039           | Камбоджа                                                                     |
| 040           | Кения                                                                        |
| 041           | Кипр                                                                         |
| 042           | Республика Конго                                                             |
| 043           | Коста-Рика                                                                   |
| 044           | Кувейт                                                                       |
| 045           | Лаос                                                                         |
| 046           | Не используется, ранее принадлежал Либерии                                   |
| 047           | Ливан                                                                        |
| 048           | Ливия                                                                        |
| 049           | Мали                                                                         |
| 050           | Марокко                                                                      |
| 051           | Мексика                                                                      |
| 052           | Непал                                                                        |
| 053           | Нигерия                                                                      |
| 054           | Венесуэла                                                                    |
| 055           | Новая Зеландия                                                               |
| 056           | Пакистан                                                                     |
| 057           | Буркина-Фасо                                                                 |
| 058           | Сенегал                                                                      |
| 059           | Не используется, ранее принадлежал Сирии                                     |
| 060           | Сомали                                                                       |
| 061           | Судан                                                                        |
| 062           | Сьерра-Леоне                                                                 |
| 063           | Таиланд                                                                      |
| 064           | Танзания                                                                     |
| 065           | Тунис                                                                        |
| 066           | Уганда                                                                       |
| 067           | Уругвай                                                                      |
| 068           | Филиппины                                                                    |
| 069           | Финляндия                                                                    |
| 070           | Шри-Ланка                                                                    |
| 071           | Чад                                                                          |
| 072           | Швейцария                                                                    |
| 073           | Швеция                                                                       |
| 074           | Эквадор                                                                      |
| 075           | Эфиопия                                                                      |
| 076           | Ангола                                                                       |
| 077           | Демократическая Республика Конго                                             |
| 078           | Колумбия                                                                     |
| 079           | Камерун                                                                      |
| 080           | Гвинея-Бисау                                                                 |
| 081           | Португалия                                                                   |
| 082           | Болгария                                                                     |
| 083           | Венгрия                                                                      |
| 084           | Не используется, ранее принадлежал Вьетнаму                                  |
| 085           | Не используется, ранее принадлежал Германской Демократической Республике     |
| 086           | Польша                                                                       |
| 087           | КНДР                                                                         |
| 088           | Куба                                                                         |
| 089           | Монголия                                                                     |
| 090           | Китай                                                                        |
| 091           | Румыния                                                                      |
| 092           | Не используется, ранее принадлежал Чехословакии                              |
| 093           | Сербия                                                                       |
| 094           | Бенин                                                                        |
| 095           | Габон                                                                        |
| 096           | Не используется, ранее принадлежал Гайане                                    |
| 097           | Мавритания                                                                   |
| 098           | Мадагаскар                                                                   |
| 099           | Малайзия                                                                     |
| 100           | Не используется, ранее принадлежал Нигеру                                    |
| 101           | Сингапур                                                                     |
| 102           | Не используется, ранее принадлежал Того                                      |
| 103           | Центральноафриканская Республика                                             |
| 104           | Не используется, ранее принадлежал Ямайке                                    |
| 105           | Йемен                                                                        |
| 106           | Не используется, ранее принадлежал Народной Демократической Республике Йемен |
| 107           | Государство Палестина                                                        |
| 108           | Никарагуа                                                                    |
| 109           | Мозамбик                                                                     |
| 110           | Экваториальная Гвинея                                                        |
| 111           | Мальтийский орден                                                            |
| 112           | Мальта                                                                       |
| 113           | Не используется, ранее принадлежал Кабо-Верде                                |
| 114           | Не используется, ранее принадлежал Федеративной Республике Германии          |
| 115           | Зимбабве                                                                     |
| 116           | ОАЭ                                                                          |
| 117           | Кот-д’Ивуар                                                                  |
| 118           | Намибия                                                                      |
| 119           | Не используется, ранее принадлежал Африканскому национальному конгрессу      |
| 120           | Оман                                                                         |
| 121           | Катар                                                                        |
| 122           | Не используется, ранее принадлежал Лиге арабских государств                  |
| 123           | Не используется, ранее принадлежал Лихтенштейну                              |
| 124           | Республика Корея                                                             |
| 125           | Чили                                                                         |
| 126           | Панама                                                                       |
| 127           | Израиль                                                                      |
| 128           | Северная Македония                                                           |
| 129           | Албания                                                                      |
| 130           | Не используется, ранее принадлежал прочим международным организациям         |
| 131           | Ватикан                                                                      |
| 132           | Литва                                                                        |
| 133           | Сирия                                                                        |
| 134           | Эстония                                                                      |
| 135           | Латвия                                                                       |
| 136           | Бахрейн                                                                      |
| 137           | Южно-Африканская Республика                                                  |
| 138           | Армения                                                                      |
| 139           | Не используется, ранее принадлежал Грузии                                    |
| 140           | Саудовская Аравия                                                            |
| 141           | Словения                                                                     |
| 142           | Узбекистан                                                                   |
| 143           | Кыргызстан                                                                   |
| 144           | Хорватия                                                                     |
| 145           | Азербайджан                                                                  |
| 146           | Не используется, ранее принадлежал Украине                                   |
| 147           | Молдова                                                                      |
| 148           | Чехия                                                                        |
| 149           | Словакия                                                                     |
| 150           | Беларусь                                                                     |
| 151           | Таджикистан                                                                  |
| 152           | Туркменистан                                                                 |
| 153           | Казахстан                                                                    |
| 154           | Гватемала                                                                    |
| 155           | Босния и Герцеговина                                                         |
| 156           | Эритрея                                                                      |
| 157           | Парагвай                                                                     |
| 158           | Не используется, ранее принадлежал Грузии                                    |
| 159           | Бруней                                                                       |
| 160           | Гамбия                                                                       |
| 161           | Вьетнам                                                                      |
| 162           | Маврикий                                                                     |
| 163           | Доминиканская Республика                                                     |
| 164           | Черногория                                                                   |
| 165           | Южная Осетия                                                                 |
| 166           | Республика Абхазия                                                           |
| 167           | Джибути                                                                      |
| 168           | Южный Судан                                                                  |
| 169           | Сальвадор                                                                    |
| 170           | Гренада                                                                      |
| 171           | Не используется, ранее принадлежал Донецкой Народной Республике              |
| 172           | Не используется, ранее принадлежал Луганской Народной Республике             |

### Коды на знаках транспортных средств международных (межгосударственных) организаций и их сотрудников, аккредитированных при МИД РФ
| Код ГИБДД-ГАИ | Международная (межгосударственная) организация |
| ------------- | --- |
| 499           | Представительство Европейского Союза |
| 500           | Не используется, ранее принадлежал Европейскому банку реконструкции и развития                                                                                               |
| 501           | Не используется, ранее принадлежал Информационному центру ООН |
| 502           | Не используется, ранее принадлежал Представительству Евросоюза |
| 503           | Лига арабских государств |
| 504           | Международный банк реконструкции и развития |
| 505           | Международный валютный фонд |
| 506           | Международная организация по миграции |
| 507           | Международная федерация Обществ Красного Креста и Красного Полумесяца |
| 508           | Международный Комитет Красного Креста |
| 509           | Международная финансовая корпорация |
| 510           | Организация Объединённых Наций по промышленному развитию |
| 511           | Организация Объединённых Наций |
| 512           | Организация Объединённых Наций по вопросам образования, науки и культуры |
| 513           | Не используется, ранее принадлежал Африканскому национальному конгрессу |
| 514           | Международный банк экономического сотрудничества |
| 515           | Международный инвестиционный банк |
| 516           | Международная организация космической связи «Интерспутник» |
| 517           | Международный центр научной и технической информации |
| 518           | Не используется, ранее принадлежал Международному научно-техническому центру                                                                                                 |
| 520           | Международная организация труда |
| 521           | Не используется, ранее принадлежал международной организации по экономическому и научно-техническому сотрудничеству в области электротехнической промышленности Интерэлектро |
| 522           | Координационный центр Межправительственной Комиссии по сотрудничеству в области вычислительной техники                                                                       |
| 523           | Исполнительный комитет Содружества Независимых Государств |
| 524           | Европейское космическое агентство |
| 525           | Евразийская патентная организация |
| 526           | Не используется, ранее принадлежал Тайбэйско-Московской координационной Комиссии по экономическому и культурному сотрудничеству                                              |
| 527           | Не используется, ранее принадлежал Штабу по координации военного сотрудничества государств — участников Содружества Независимых Государств                                   |
| 528           | Межгосударственный банк |
| 529           | Не используется, ранее принадлежал Евразийскому экономическому сообществу |
| 530           | Международный научно-исследовательский институт проблем управления |
| 531           | Организация Договора о коллективной безопасности |
| 532           | Межгосударственный статистический комитет Содружества Независимых Государств                                                                                                 |
| 533           | Секретариат Совета Межпарламентской Ассамблеи государств — участников Содружества Независимых Государств                                                                     |
| 534           | Евразийский банк развития |
| 535           | Межгосударственный фонд гуманитарного сотрудничества государств-участников СНГ                                                                                               |
| 555           | Евразийская экономическая комиссия |
| 556           | Программный офис Совета Европы |
| 557           | Антитеррористический центр государств-участников СНГ |
| 558           | Евразийская группа по противодействию легализации преступных доходов и финансированию терроризма                                                                             |
| 559           | Объединённый институт ядерных исследований |
| 560           | Зональное отделение Международного союза электросвязи для стран СНГ |
| 561           | Международный центр по информатике и электронике (ИнтерЭВМ) |
| 562           | Представительство Всемирной организации интеллектуальной собственности |
| 565           | Евразийский региональный центр Нового банка развития |
| 566           | Отделение Продовольственной и сельскохозяйственной организации Объединенных Наций (ФАО) для связи с Российской Федерацией                                                    |
| 567           | Представительство Международного эпизоотического бюро |
| 900           | Консульские учреждения, возглавляемые почётными консульскими должностными лицами, и почётные консульские должностные лица                                                    |